# Leonard Woolley

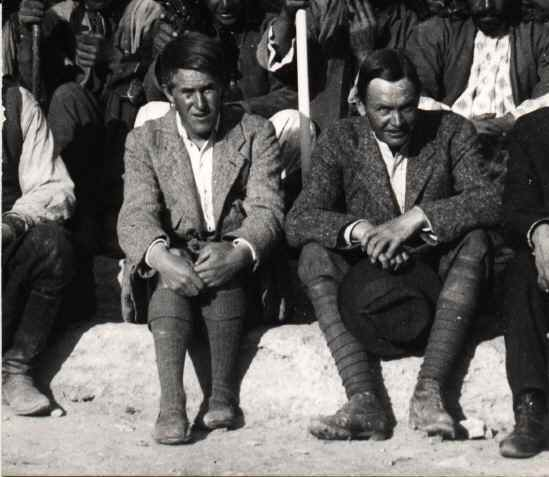
Woolley (jobbra) Karkemisnél 1913 tavaszán T. E. Lawrence társaságában

Sir Charles Leonard Woolley (London, 1880. április 17. – London, 1960. február 20.) angol régész. A mezopotámiai Ur városának feltárója.

## Életrajza
Londonban született, és Oxfordban, a New College-ban tanult. Régészeti ásatásokat először Egyiptomban végzett, majd még az első világháború kitörése előtt Mezopotámiába ment, és 1912-ben átvette Karkemis feltárását. Az itteni munkát 1914-ig folytatta. 1919-ben kezdett hozzá Ur feltárásához, s az itteni munkálatokat 1934-ben fejezte be. 
Legjelentősebb felfedezése az uri királysírok megtalálása volt. 1937-39 és 1946-49 között ásott Alalahban, 1946-49-ben párhuzamosan Al-Mina lelőhelyeit is feltárta. Az Urban végzett ásatásoknál feleségével együtt hosszabb időre szállást adott Agatha Christie-nek, a híres krimiírónőnek.
Az archeológia szolgálatáért 1935-ben ütötték lovaggá.

## Feltáró módszere
Woolley a modern archeológusok egyikének számít. Míg elődei, Heinrich Schliemann, Paul-Émile Botta, Austen Henry Layard és Hormuzd Rassam a becsvágytól hajtva arra törekedtek, hogy a lehető legrövidebb idő alatt a lehetséges leglátványosabb leletek hozzák a napvilágra, Woolleynál a pontos, aprólékos alapozásra került a hangsúly, hogy a lehetséges legtöbb és legpontosabb információkat szerezze a kutatott helyről és kultúráról. Sok időt fordított arra, hogy a bennszülött személyzetét kioktassa, hogyan ássanak anélkül, hogy a talált tárgyat elmozdítanák, hogyan emeljenek gyorsan fedelet köpenyekből, ha az ásatás helyén egy záporeső miatt eliszaposodás fenyeget. Így ásatott ki Urban, a templomkörzet előterében csaknem 2000 sírt, melyeket lelkiismeretesen jegyzékbe vett. Öt évvel később, 1927-ben visszatért a templomkörzetbe, hogy kiássa a királyi és hercegi sírokat. Összesen 16 király sírját tárta fel, melyekben a királyok nagyszámú kíséretükkel együtt voltak eltemetve.
Azonosította az egymást követő kultúrákat az egymáson talált rétegek alapján. Leásott az őstalajig, ahol két és fél méter vastag agyagrétegre bukkant, amely szennyezésmentes volt. Ez a réteg Kr. e. 4000 táján került ide. Úgy vélte, hogy a bibliai vízözön nyomaira bukkant.

## Könyvei
- Leonard Woolley: Alalakh, An Account of the Excavations at Tell Atchana, Oxford, 1955
- C.Leonard Woolley and T.E. Lawrence: The wilderness of Zin (London)
- Leonard Woolley: Ur of the Chaldees
- Leonard Woolley: Digging up the past (2nd ed.). Harmondsworth: Penguin Books, 1960
- Leonard Woolley: Excavations at Ur of the Chaldees (London, 1923)
- Woolley, Leonard: The Sumerians. Oxford, Clarendon Press, 1928

### Magyarul
- Ásatások Ur területén / Excavations at Ur; Franklin, Bp., 1935
- Ur városa és a vízözön; ford. Salamon Gábor; Officina Ny., Bp., 1943 (Officina könyvtár)

## Fordítás
- Ez a szócikk részben vagy egészben  a   Leonard Woolley című német Wikipédia-szócikk ezen változatának fordításán alapul.  Az eredeti cikk szerkesztőit annak laptörténete sorolja fel. Ez a jelzés csupán a megfogalmazás eredetét és a szerzői jogokat jelzi, nem szolgál a cikkben szereplő információk forrásmegjelöléseként.